# Okovaný cep

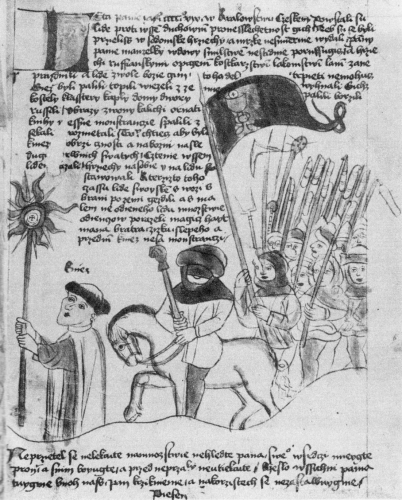
Žižkovo husitské vojsko s okovanými cepy

Bojový nebo okovaný cep je středověká zbraň, vzniklá okováním cepu, který se používal k mlácení obilí. Dřevěný tlouk byl opatřen železnou výztuži a objímkami, do kterých byly upevněny hřeby nebo hroty. Své uplatnění našel např. v husitském válečnictví během husitských válek. Tam patřil k značně obávaným zbraním, neboť cep s bodáky po stranách působil značná zranění. Podobal se řemdihu, ovšem jeho výroba byla jednodušší a zbraň byla také dostupnější. Bojovník vyzbrojený cepem je označován jako cepník.